# Agrochemia
Agrochemia, chemia rolna (gr. agros = pole, rola) – nauka zajmująca się oddziaływaniem związków chemicznych na przebieg procesów chemicznych i biologicznych, zachodzących w glebie i roślinach oraz w hodowli zwierząt.
Agrochemia ma na celu zwiększenia urodzajności gleby, zwiększenie plonów i poprawy jakości produktów rolnych.
Przedmiotem badań agrochemii są:
- nawozy mineralne,
- środki ochrony roślin, stosowane zarówno w odniesieniu do upraw rolnych i hodowli zwierząt, jak i w przechowalnictwie płodów rolnych. Agrochemia zajmuje się przemianami chemicznymi i mikrobiologicznymi zachodzącymi w glebie, jak humifikacja resztek organicznych, wiązanie wolnego azotu.